# اشوک لیلند
اشوک لیلند (به انگلیسی: Ashok Leyland) یک کارخانه تولیدکننده خودرو در شهر چنای، هند است.